# Aoi Kizuki
Aoi Kizuki (en japonés: 希月あおい, Kizuki Aoi) (Tokio, 26 de marzo de 1989) es una ex luchadora profesional japonesa, conocida por su paso por varias promociones niponas como Ice Ribbon, JWP Joshi Puroresu y Oz Academy.

## Carrera profesional

### Circuito independiente (2005–2018)
Kizuki hizo su debut en la lucha libre profesional en The Love, Courage And Guts I Want To Convey 3, un evento promovido por la promoción Gatokunyan el 1 de mayo de 2005, cuando ella participó en un combate de gauntlet match en el que también participaron Emi Sakura, Mai Ichii, Miki Ishii, Moeka Haruhi, Ray y Rika Takahashi para luchar contra Chika Natsumi en un empate con límite de tiempo.
Como luchadora independiente, Kizuki era conocida por competir en múltiples promociones de la escena independiente japonesa. En NEO Be Happy Again ~ 10th Anniversary, un evento promovido por NEO Japan Ladies Pro-Wrestling el 6 de enero de 2008, participó en una batalla real de 30 personas ganada por Mima Shimoda y en la que también participaron Etsuko Mita, Munenori Sawa, Nagisa Nozaki, Ran Yu-Yu, Tomoka Nakagawa, Toshie Uematsu, Tsubasa Kuragaki y otros.
En ZERO1/Super Fireworks Current Blast Festival 2018 In Kawasaki, otro evento, este patrocinado por la Pro Wrestling ZERO1 el 5 de agosto de 2018, obtuvo una victoria contra Sae. Más adelante, en SEAdLINNNG d-Higher 2018, evento de Seadlinnng el 3 de octubre de 2018, hizo equipo con Makoto y Tsukasa Fujimoto para derrotar a Ayame Sasamura, Mio Momono y Miyuki Takase.

#### Aparición en la escena independiente americana (2017)
Kizuki luchó en algunos combates para Shimmer Women Athletes, una empresa estadounidense promotora de la lucha libre. Los dos primeros combates tuvieron lugar en el Vol. 97, el 11 de noviembre de 2017, donde primero cayó ante Mia Yim y luego derrotó a Veda Scott. En el Vol. 98, celebrado al día siguiente, también realizó dos combates; en uno de ellos derrotó a Chelsea Green, y en el otro hizo equipo con Hiroyo Matsumoto en un esfuerzo perdedor ante la dupla Fire And Nice (Britt Baker y Chelsea Green).

### Ice Ribbon (2006–2018)
La promoción en la que Kizuki realizó su trabajo más importante fue Ice Ribbon, donde fue campeona de ICE Cross Infinity y tres veces campeona de International Ribbon Tag Team. Hizo su primera aparición en Ice Ribbon Raising An Army Part 2 el 20 de junio de 2006, donde formó equipo con Ray en un esfuerzo perdedor ante Nanae Takahashi y Yuna. En el Ice Ribbon The NEO 3x3, un evento cruzado celebrado por Ice Ribbon en colaboración con Big Japan Pro Wrestling y NEO el 10 de febrero de 2008, Kizuki formó equipo con Riho para derrotar a Emi Sakura y Seina. En el New Ice Ribbon #619, del 4 de enero de 2015, desafió sin éxito a Neko Nitta y Mio Shirai en un combate a tres bandas por el Triangle Ribbon Championship.
Es conocida por competir en combates de battle royal, como el del New Ice Ribbon #376 del 25 de marzo de 2012, en el que se enfrentó a personajes como Shigehiro Irie, Hikaru Shida, Jun Kasai y muchos otros. Otra notable batalla real en la que participó fue la de Ice Ribbon New Year Ribbon del 4 de enero de 2012, en la que también participaron Tsukasa Fujimoto, Hamuko Hoshi, Hikari Minami, Maki Narumiya, Makoto Oishi, Miyako Matsumoto, Masahiro Takanashi, Yasu Urano y otros. Hizo su última aparición en el New Ice Ribbon #911 el 29 de septiembre de 2018, donde compitió en un gauntlet match de 13 personas en el que se enfrentó a Giulia, Mochi Miyagi, Tequila Saya, Totoro Satsuki y otros en un empate a tiempo limitado.

### JWP Joshi Puroresu (2006–2017)
Otra promoción con la que Kizuki tuvo una larga permanencia fue JWP Joshi Puroresu. Ganó la edición de 2015 de la Tag League The Best haciendo equipo con Kayoko Haruyama, liderando el Bloque A con un total de seis puntos después de que se enfrentaran a Voladoras L×R (León y Ray), Violence Princess (Arisa Nakajima y Hanako Nakamori) y Yako Fujigasaki y Yua Hayashi, y contra Command Bolshoi y Kyoko Kimura en la final. En un house show del 5 de febrero de 2017, se asoció con Kagetsu para desafiar sin éxito a Command Bolshoi y Leon por el JWP Tag Team Championship y el Daily Sports Women's Tag Team Championship. Hizo su última aparición en JWP Fly High In The 25th Anniversary Party ~ The Thanksgiving el 2 de abril de 2017, donde compitió en un battle royal de 17 mujeres en el que también participaron Dash Chisako, Hana Kimura, Jaguar Yokota, Kaoru, Natsumi Maki y Sachie Abe, entre otras.

### Oz Academy (2015–2018)
También formó parte del roster de Oz Academy. Luchó su primer combate el 23 de agosto de 2015, en Plum Hanasaku ~ Country Of OZ 2015: Yokohama Dreams Park #3, donde cayó ante Dynamite Kansai. En OZ Academy Top Artist, el 19 de marzo de 2017, Kizuki formó equipo con Manami Toyota y desafió sin éxito a Aja Kong y Yoshiko por el condentership #1 del Oz Academy Tag Team Championship. En el OZ Academy Summer Soft Breeze del 16 de julio de 2017, formó equipo con Hiroe Nagahama y Rina Yamashita en un esfuerzo perdedor ante Ozaki-gun (Alex Lee, Mayumi Ozaki y Yumi Ohka). En la OZ Academy No End Taboo del 3 de diciembre de 2017, Kizuki formó equipo con Kaori Yoneyama, Koharu Hinata y Yumiko Hotta en un esfuerzo perdedor contra MISSION K4 (Mika Akino, Kaho Kobayashi, Kakeru Sekiguchi y Sonoko Kato).

### Pro Wrestling Wave (2016–2018)
Kizuki también es conocida por competir en el Pro Wrestling Wave. En WAVE Hakata WAVE ~Bari-Chiro 4~, el 17 de abril de 2016, formó equipo con Moeka Haruhi para desafiar sin éxito a Ayako Hamada y Yuu Yamagata por el Wave Tag Team Championship. Compitió en la edición de 2016 del torneo Catch the Wave, colocándose en el "Chrome Yellow Block", consiguiendo un total de dos puntos tras enfrentarse a Ryo Mizunami, Chikayo Nagashima y Meiko Tanaka. En el WAVE Weekday WAVE Vol. 110, un evento promovido el 30 de agosto de 2017, se asoció con Moeka Haruhi para derrotar a Avid Rival (Misaki Ohata y Ryo Mizunami).

### Pure-J (2017–2018)
Una promoción en la que Kizuki activó brevemente fue Pure-J. En PURE-J Pure-Dream, el 15 de abril de 2018, se enfrentó sin éxito a Hanako Nakamori por el Campeonato de Peso Abierto de Pure-J después de derrotar a Manami Katsu dos meses antes para convertirse en la contendiente número uno. En PURE-J Chase The Chance Vol. 4, un evento promovido el 30 de septiembre de 2018, hizo equipo con Nakamori contra Command Bolshoi y Yako Fujigasaki. Esto marcó su último combate en la promoción.
Kizuki tuvo su último combate, a los 29 años, en Aoi Kizuki Retirement Produce Final Happy, un show independiente del 7 de octubre de 2018, donde hizo equipo con Mei Suruga y Riho contra Emi Sakura, Hikaru Shida y Makoto, como resultado de un tag team match de seis mujeres.

## Vida personal
El 7 de octubre de 2019, Hikaru Shida publicó un tuit en el que mostraba que Kizuki se había casado.

## Campeonatos y logros
- DDT Pro-Wrestling
  - Fly To Everywhere World Championship (1 vez)
- Ice Ribbon
  - ICE Cross Infinity Championship (1 vez)[30]
  - International Ribbon Tag Team Championship (3 veces) – con Kayoko Haruyama (1), Sayaka Obihiro (1) y Tsukushi Haruka (1)[31]
- JWP Joshi Puroresu
  - Tag League the Best (2015) – con Kayoko Haruyama[16]
- Gatoh Move Pro Wrestling
  - Asia Dream Tag Team Championship (1 vez) – con Sayaka Obihiro[32]
- Reina
  - Reina World Tag Team Championship (1 vez) – con Tsukushi Haruka